# Polistes macaensis
Polistes macaensis är en getingart som först beskrevs av Fabricius 1793.  Polistes macaensis ingår i släktet pappersgetingar, och familjen getingar. Inga underarter finns listade i Catalogue of Life.